# Bacillariophyceae
Bacillariophyceae sensu stricto (ou Diatomophyceae sensu stricto) é uma classe de microalgas unicelulares planctónicas, com comprimentos que variam de três micrómetros a um milímetro, de água doce ou salgada, pertencentes ao grupo das diatomáceas.

## Descrição
Os membros do agrupamento taxonómico Bacillariophyceae são microorganismos unicelulares heterocontes de vida livre, fotossintéticos, em geral solitários, mas que podem ocorrer reunidos em colónias que formam filamentos revestidos por uma capa mucilagenosa.
A membrana celular é de pectina impregnada de sílica e dividida em duas porções: a epiteca, que se encaixa por cima, e a hipoteca, que fica por baixo. A célula contém de 2 a muitos cromatóforos de cor marrom dourada. Nestes plastos aparece clorofila a e c, betacaroteno e várias xantofilas - principalmente fucoxantina e diatoxantina. A substância de reserva é óleo, leucosina e volutina. A reprodução assexuada é por simples divisão celular, recebendo cada célula filha, como herança, uma epiteca ou uma hipoteca, refazendo depois a outra metade.
A reprodução sexuada é isogâmica ou heterogâmica com gametas capazes de se deslocar com movimentos ameboides. Pode ocorrer também reprodução oogâmica com formação de anterozóides e oosferas. O zigoto formado cresce bastante, tornando-se um auxósporo antes de iniciar a produção da nova membrana. A autogamia é relativamente rara, mas ocorre em certos gêneros. Pode ocorrer também, em alguns gêneros, a formação de estatósporos ou estomatocistos, que são estruturas silicosas internas, globosas, ocas, dotadas de uma única abertura com o exterior e que permitem que a célula entre num estado de repouso (cisto).
As diatomáceas são microorganismos diplóides, ocorrendo a redução cromática na formação dos gametas; são portanto seres haplobiontes diplontes. A porção silicosa das membranas das diatomáceas é praticamente indestrutível porque, uma vez produzida, passa por herança às células filhas. Ao ocorrer a morte desses microrganismos, essas carapaças sedimentam no fundo, constituindo um tipo especial de rocha chamado diatomito (Kieselguhr), formado essencialmente por epitecas e hipotecas vazias de diatomáceas. Entre várias outras utilidades, o diatomito é empregado na a fabricação da dinamite; isto porque, sendo uma rocha muito porosa, absorve a nitroglicerina explosiva, mantendo-a armazenada dentro dessas carapaças fósseis. Existem depósitos de diatomito com centenas de metros de espessura e muitos quilômetros de extensão. No Brasil, tais depósitos aparecem na região nordeste.
- Locomoção:
  - As formas unicelulares podem ser móveis ou imóveis;
  - Nas formas móveis o movimento é dado por correntes citoplasmáticas ou por batimentos de flagelos;
  - Nas formas imóveis aparecem formas coloniais, formas filamentosas ramificadas ou não.

- Reserva de energia:
  - Óleo;
  - Leucosina;
  - Volutina.
  - Não há formação de amido

- Estrutura:
- Nos gêneros filamentosos, a membrana celular é formada por duas metades que se recobrem de pectina impregnada de sílica.
- Reprodução:
  - A reprodução assexuada ocorre por simples divisão, formação de zoósporos ou aplanósporos e um esporo especial com a membrana impregnada de sílica ou estatósporo;
  - A reprodução sexuada é em geral isogâmica podendo ocorrer entretanto anisogamia e também, mais raramente, a oogamia;
  - Em certos casos desenvolve-se um tipo especial de zoósporo multiflagelado chamado cenozoósporo.
- Os gametas zoósporos são biflagelados, e estes flagelos podem ser de diversos tamanhos e tipos de organização:
  - Flagelo curto, tipo chicote;
  - Flagelo longo, tipo de filamento axial com uma dupla de fileiras de cílios muitos delicados.

- Ecologia:

São, na grande maioria, microrganismos de vida livre, podendo aparecer em formas coloniais, formas filamentosas ramificados ou não. São predominantemente aquáticos marinhos ou dulcícolas.

## Taxonomia e sistemática

### Subclasse 1. Centricae
Nesta subclasse, os microorganismos apresentam simetria radial, possuem vários cromatóforos e se reproduzem por autogamia. Pode ocorrer também conjugação entre um indivíduo e outro. A membrana não possui rafe e são todas imóveis. A maioria das formas é planctônica, ocorrendo tanto em água doce como no mar, sendo um dos principais componentes do fitoplâncton. São reconhecidas três ordens com nove famílias. Gêneros frequentes são: Coscinodiscus no plâncton, Melosira vive sobre algas, é uma epífita, Rhizosolenia ocorre no plâncton, Chaetoceros aparecem como filamentos planctônicos, Biddulphia planctônicas e epífitas, Triceratium ocorre no plâncton.

### Subclasse 2. Pennatae
Nesta subclasse são reconhecidas quatro ordens com nove famílias. Os gêneros mais frequentes são: Tabellaria , Licmophora, Diatoma, Synedra, Pinnularia, Navicula, Amphora, Nitzschia, Surirella. São micro-organismos que apresentam simetria bilateral, podendo a carapaça apresentar rafe (sulco longitudinal no centro de cada valva); são dotados de movimentos. Em geral ocorrem apenas dois plastos em cada célula. A reprodução sexuada, em geral é isogâmica ocorrendo conjugação. Existem formas planctônicas pelágicas, como também formas fixas no benton, e nestes casos formam grandes aglomerações que parecem colônias. Existem algumas em água doce mas a maioria são importantes elementos do fitoplâncton marinho.
A base de dados taxonómicos AlgaeBase aponta as seguintes subclasses, ordens e famílias:
- Classe Bacillariophyceae
  - Subclasse Eunotiophycidae
    - Ordem Eunotiales
      - Família Eunotiaceae Kützing 1844
        - Euniotia
        - Actinella
        - Semiorbis
        - Desmogonium

      - Família Periniaceae (Karsten) Topachevs’kyj & Oksiuk 1960
        - Peronia

  - Subclasse Bacillariophycidae
    - Ordem Lyrellales D.G.Mann, 1990
      - Família Lyrellaceae D.G.Mann, 1990
        - Lyrella
        - Petroneis

    - Ordem Mastogloiales D.G.Mann, 1990
      - Família Mastogloiaceae Mereschkowsky 1903
        - Aneumastus
        - Mastogloia

    - Ordem Dictioneidales D.G.Mann, 1990
      - Família Dictyoneidaceae D.G.Mann, 1990
        - Dictyoneis

    - Ordem Cymbellales D.G.Mann, 1990
      - Família Rhoicospheniaceae Chen & Zhu 1983
        - Rhoicosphenia
        - Campilopyxis
        - Cuneolus
        - Gomphoseptatum
        - Gomphonemopsis

      - Família Anomoeoneidaceae D. G. Mann, 1990
        - Anomoeoneis
        - Staurophora

      - Família Cymbellaceae Greville 1833
        - Placoneis
        - Cymbella
        - Brebissonia
        - Encyonema
        - Gomphocymbella
        - Encyonopsis
        - Pseudoencyonema
        - Navicymbulla
        - Afrocymbella
        - Gomphocymbellopsis
        - Delicata
        - Cymbellopsis
        - Cymbopleura

      - Família Gomphonemataceae Kützing 1844
        - Gomphonema
        - Didymosphenia
        - Gomphoneis
        - Reimeria
        - Gomphopleura

    - Ordem Achnantales Silva 1962
      - Família Achnanthaceae Kützing 1844
        - Achnanthes

      - Família Cocconeidaceae Kützing 1844
        - Cocconeis
        - Campyloneis
        - Anorthoneis
        - Bennetella
        - Epipellis

      - Família Achnanthidiaceae D.G.Mann, 1990
        - Achnanthidium
        - Eucocconeis
        - Planothidium

    - Ordem Naviculales Bessey 1907
      - Subordem Neiidineae D.G.Mann, 1990
        - Família Berkeleyaceae D.G.Mann. 1990
          - Parlibellus
          - Berkeleya
          - Climaconeis
          - Stenoneis

        - Família Cavinulaceae D.G.Mann. 1990
          - Cavinula

        - Família Cosmioneidaceae D.G.Mann. 1990
          - Cosmioneis

        - Família Scholioneidaceae D.G.Mann. 1990
          - Scolioneis

        - Família Diadesmidaceae D.G.Mann, 1990
          - Diadesmis
          - Luticola

        - Família Amphipleuraceae Grunow 1862
          - Frickea
          - Amphipleura
          - Frustulia
          - Cistula

        - Família Brachysiraceae D.G.Mann, 1990
          - Brachysira

        - Família Neidiaceae Mereschkowsky 1903
          - Neidium

        - Família Scoliotropidaceae Mereschkowsky 1903
          - Scoliopleura
          - Scoliotropis
          - Biremis
          - Progonoia
          - Diadema

      - Subordem Sellphorineae D.G.Mann, 1990
        - Família Sellaphoraceae Mereschkowsky 1902
          - Sellaphora
          - Fallacia
          - Rossia
          - Caponea

        - Família Pinnulariaceae D.G.Mann, 1990
          - Pinnularia

        - Diatomella
          - Oestrupia
          - Dimidiata

      - Subordem Phaeodactilineae J. Lewin 1958
        - Família Phaeodactylaceae Silva 1962
          - Phaeodactylum

      - Subordem Diploneidineae D.G.Mann, 1990
        - Família Diploneidaceae D.G.Mann, 1990
          - Diploneis
          - Raphidodiscus

      - Subordem Naviculineae Hendey 1937
        - Família Naviculaceae Kützing 1844
          - Navicula
          - Trachyneis
          - Pseudogomphonema
          - Seminavis
          - Rhoikoneis
          - Haslea
          - Cymatoneis

        - Família Pleurosigmataceae Mereschkowsky 1903
          - Pleurosigma
          - Toxonidea
          - Donkinia
          - Gyrosigma
          - Rhoicosigma

        - Família Plagiotropidaceae D.G.Mann, 1990
          - Plagiotropis
          - Stauropsis
          - Pachyneis

        - Família Stauroneidaceae D.G.Mann, 1990
          - Stauroneis
          - Craticula

        - Família Proschkiniaceae D.G.Mann, 1990
          - Proschkinia

    - Ordem Thalassiophysales D.G.Mann, 1990
      - Família Catenulaceae Mereschkowsky 1902
        - Catenula
        - Amphora
        - Undatella

      - Família Thalassiophysaceae D.G.Mann, 1990
        - Thalassiophysa

    - Ordem Bacillariales Hendey 1937
      - Família Bacillariaceae Ehremberg 1831
        - Bacillaria
        - Hantzschia
        - Psammodictyon
        - Tryblionella
        - Cymbellonitzschia
        - Gomphonitzschia
        - Gomphotheca
        - Nitzschia
        - Denticula
        - Denticulopsis
        - Fragilariopsis
        - Cylindrotheca
        - Simonsenia
        - Cymatonitzschia
        - Perrya

    - Ordem Rhopalodiales D.G.Mann, 1990
      - Família Rhopalodiaceae (Karsten) Topachevs’kyj & Oksiyuk 1960
        - Epithemia
        - Rhopalodia
        - Protokeelia

    - Ordem Surirellales D.G.Mann, 1990
      - Família Entomoneidaceae Reimer in Patrick & Reimer 1975
        - Entomoneis

      - Família Auriculaceae Hendey 1964
        - Auricula

      - Família Surirellaceae Kützing 1844
        - Hydrosilicon
        - Petrodictyon
        - Plagiodiscus
        - Stenopterobia
        - Surirella
        - Campylodiscus
        - Cymatopleura